# Alchemilla basakii
Alchemilla basakii es una especie de planta del género Alchemilla, perteneciente a la familia Rosaceae.

## Taxonomía
Alchemilla basakii fue descrita por Kalheber en 2002.

## Distribución
Se encuentra en el territorio de Turquía.